# Gamasiphis holocapillus
Gamasiphis holocapillus är en spindeldjursart som beskrevs av Wolfgang Karg 1990. Gamasiphis holocapillus ingår i släktet Gamasiphis och familjen Ologamasidae. Inga underarter finns listade i Catalogue of Life.